# Axioma da potência
Em matemática, o axioma da potência é um dos axiomas de Zermelo-Fraenkel da Teoria Axiomática dos Conjuntos de Zermelo-Fraenkel (ZFC)
Na linguagem formal dos axiomas de Zermelo-Fraenkel, lê-se:
{\displaystyle \forall A\,\exists P\,\forall B\,[B\in P\iff \forall C\,(C\in B\Rightarrow C\in A)]}
onde P é o conjunto das partes, ou conjunto potência de A, {\displaystyle {\mathcal {P}}(A)}. Em português, ele diz:
Para todo conjunto A, existe um conjunto {\displaystyle {\mathcal {P}}(A)} tal que, dado qualquer conjunto B, B pertence a {\displaystyle {\mathcal {P}}(A)} se e somente se B é um subconjunto de A.  (Subconjunto não foi usado na definição formal acima porque o axioma da potência é um axioma que pode requerir ser expressado sem referência ao conceito de subconjunto.)
Pelo axioma da extensão este conjunto é único.
Nós chamamos o conjunto {\displaystyle {\mathcal {P}}(A)} de conjunto das partes e A. portanto, a essência desse significado é que todo conjunto possui um conjunto das partes.
O Axioma da Potência aparece na maioria das axiomatizações da teoria dos conjuntos. Ele é geralmente considerado não controverso, porém a  Teoria Construtivista dos Conjuntos prefere uma versão mais fraca, para evitar preocupações com predicabilidade.

## Consequências
O Axioma da Potência permite uma definição simples de Produto Cartesiano de dois conjuntos {\displaystyle X} e {\displaystyle Y}:
{\displaystyle X\times Y=\{(x,y):x\in X\land y\in Y\}.}
Perceba que:
{\displaystyle x,y\in X\cup Y}
{\displaystyle \{x\},\{x,y\}\in {\mathcal {P}}(X\cup Y)}
{\displaystyle (x,y)=\{\{x\},\{x,y\}\}\in {\mathcal {P}}({\mathcal {P}}(X\cup Y))}
e portanto, o produto cartesiano é um conjunto, já que
{\displaystyle X\times Y\subseteq {\mathcal {P}}({\mathcal {P}}(X\cup Y)).}
Pode-se definir o produto cartesiano de qualquer coleção finita de conjuntos recursivamente:   
{\displaystyle X_{1}\times \cdots \times X_{n}=(X_{1}\times \cdots \times X_{n-1})\times X_{n}.}
Note que a existência do produto cartesiano pode ser provada sem o uso do Axioma da Potência, como no caso da Teoria dos Conjuntos Kripke-Platek.

## Referencias
- Paul Halmos, Naive set theory. Princeton, NJ: D. Van Nostrand Company, 1960. Reprinted by Springer-Verlag, New York, 1974. ISBN 0-387-90092-6 (Springer-Verlag edition).
- Jech, Thomas, 2003. Set Theory: The Third Millennium Edition, Revised and Expanded.  Springer.  ISBN 3-540-44085-2.
- Kunen, Kenneth, 1980. Set Theory: An Introduction to Independence Proofs. Elsevier.  ISBN 0-444-86839-9.

- Wikilivros